# Beaten paths, different ways
Beaten paths, different ways is een aanvullend deel op de trilogie muziekalbums uitgebracht onder de naam The Rome Pro(g)ject. De titel van het vorige album Exegi Monvmentvm Aere Perennivs wees erop dat er een eind zo komen aan dit Italiaanse project; het ging over de ondergang van het Romeinse Rijk. Muziekproducent Vincenzo Ricca verzamelde uit de drie voorgaande albums tracks, die een nieuwe uitvoering kregen, op het album staan ook drie niet eerder uitgegeven nummers. Voor het eerst is er ook zang op een album van The Rome Pro(g)ject te horen. 
De hoes is gemaakt door Maria Grazia Spadadora, de vrouw van Ricca, en is gebaseerd op Sterrennacht boven de Rhône van Vincent van Gogh.

## Musici
- Vincenzo Ricca – toetsinstrumenten, behalve 12
- Steve Hackett – gitaren (track 1, 3, 8, 9)
- Roberto Vitelli – basgitaar (1, 2, 3, 10, 11)
- Daniele Pomo – drumstel (1, 2, 3, 8, 10, 11, 12)
- Bernardo Lanzetti – zang (2)
- Paolo Ricca – gitaar (3, 4)
- Francesco di Giacomo – zang (4)
- Franck Carducci – basgitaar (4, 7)
- Luca Grosso – drumstel (4. 5, 7(
- Richard Sinclair – basgitaar (5)
- Jerry Cutillo –dwarsfluit (5)
- Giorgio Clementelli – gitaar (5)
- John Hackett – fluit (6)
- Mauro Montobbio – gitaar (6)
- Danilo Chiarella – basgitaar (6)
- Maurizio Mirabelli – drumstel (6)
- David Jackson – saxofoons (7, 12)
- Jo Lehmann Hackett – zang (8)
- Lorenzo Feliciati – basgitaar (8)
- Riccardo Romano – piano (8)
- Billy Sherwood – basgitaar, drumstel (9 )
- David Cross – viool (10, 11)
- Nick Magnus – toetsinstrumenten (12)

## Muziek
| Nr. | Titel                                                                                            | Duur |
| --- | ------------------------------------------------------------------------------------------------ | ---- |
| 1.  | The unreleased tracks:All roads lead to Rome (V.Ricca, Steve Hackett)                            | 3:49 |
| 2.  | The unreleased tracks: Beaten paths (V.Ricca, Lanzetti)                                          | 5:13 |
| 3.  | The unreleased tracks: Vertical illvsion (Ricca, Steve Hackett, Paolo Ricca)                     | 4:40 |
| 4.  | The rearranged and vocal tracks: April 21st 753 BC (V.Ricca, P. Ricca)                           | 6:49 |
| 5.  | The rearranged and vocal tracks: Caracallas dream (V.Ricca, Richard Sinclair)                    | 4:27 |
| 6.  | The rearranged and vocal tracks: Reflections (V.Ricca, John Hackett)                             | 5:35 |
| 7.  | The rearranged and vocal tracks: A mankind heritage (V.Ricca, David Jackson)                     | 4:15 |
| 8.  | The rearranged and vocal tracks: Of fate and glory (V.Ricca, Steven Hackett, Jo Lehmann Hackett) | 6:22 |
| 9.  | The rearranged and vocal tracks: SPQR (V. Ricca, Steve Hackett)                                  | 4:48 |
| 10. | The rearranged and vocal tracks: The oracle (V.Ricca, David Cross)                               | 4:05 |
| 11. | The rearranged and vocal tracks: 476 AS (Song for Wetton) (V.Ricca, David Cross)                 | 5:39 |
| 12. | The rearranged and vocal tracks: Invictvs (V.Ricca, David Jackson)                               | 5;12 |
| 13. | The rearranged and vocal tracks: Proemivm (symphonic version) (Magnus)                           | 2:16 |